# Davids Island
Davids Island är en ö i Kanada.   Den ligger i territoriet Nunavut, i den nordöstra delen av landet, 3 000 km norr om huvudstaden Ottawa. Arean är 14,5 kvadratkilometer.
Terrängen på Davids Island är lite kuperad. Öns högsta punkt är 239 meter över havet. Den sträcker sig 4,3 kilometer i nord-sydlig riktning, och 7,4 kilometer i öst-västlig riktning.